# (740) Cantabia
(740) Cantabia – planetoida z grupy pasa głównego asteroid okrążająca Słońce w ciągu 5 lat i 119 dni w średniej odległości 3,05 au. Została odkryta 10 lutego 1913 roku w Winchester (Massachusetts) przez Joela Metcalfa. Nazwa pochodzi od skróconej formy Cantabrigia, łacińskiej nazwy Cambridge (gdzie mieści się Uniwersytet Harvarda). Przed nadaniem nazwy planetoida nosiła oznaczenie tymczasowe (740) 1913 QS.